# Base Cabo Shirreff

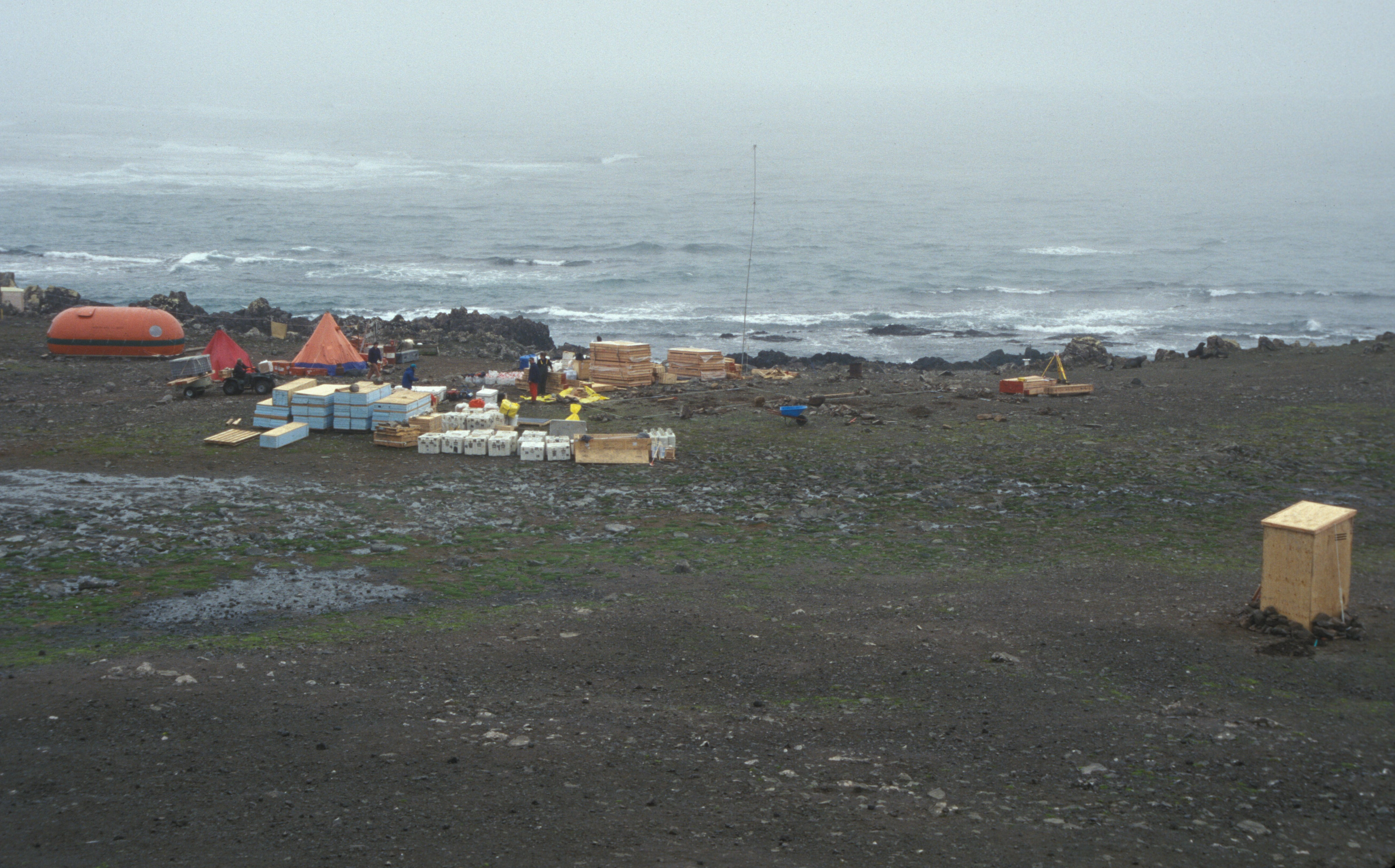
Base Cabo Shirreff.

La Base Cabo Shirreff (en inglés: Cape Shirreff Field Station) es una estación de investigación de verano de Estados Unidos en la Antártida. Se ubica en el cabo Shirreff en la península Juan Pablo II de la isla Livingston en las Shetland del Sur, a 50 m de la Base Doctor Guillermo Mann de Chile, con la que comparte parcialmente la infraestructura, y que fue inaugurada en 1991.
La base fue establecida en 1996 y es administrada por la Administración Nacional Oceánica y Atmosférica, que tiene un programa de investigación de los recursos marinos de la Antártida.
La base tiene 4 pequeños edificios con capacidad para 4 personas.

## Zona protegida
El lugar coincide con la Zona Antártica Especialmente Protegida ZAEP-149 Cabo Shirreff e isla San Telmo, isla Livingston, islas Shetland del Sur. Por lo que el ingreso requiere de un permiso de especial. En 2002 fue renombrado ZAEP-149. En la base se realizan investigaciones meteorológicas y sobre la ecología del lobo fino antártico. También se realizan estudios arqueológicos acerca de los antiguos loberos que utilizaron el sitio.
En 1966 investigadores chilenos confirmaron en la zona la recuperación de la población de lobo fino antártico, diezmada por cazadores hace un siglo. La IV Reunión Consultiva del Tratado Antártico (RCTA) designó al cabo Shirreff Zona Especialmente Protegida Nº 11. En 1989 la XV RCTA nominó a este sector y los vecinos islotes San Telmo, Sitio de Especial Interés Científico Nº 32.
La XVI RCTA incluyó en 1991 en la lista de Sitio y Monumento Histórico de la Antártida al SMH-59 Mojón San Telmo, un monolito instalado por Chile en la playa de la Media Luna en memoria de los náufragos del navío español San Telmo, que habría naufragado en cabo Shirreff en 1819.